# Георги Куцомит
Георги Куцомит (на средногръцки: Γεωργίῳ Κουτζομύτῃ) е византийски военачалник от времето на император Алексий I Комнин.
Информацията за Георги Куцомит е изключително оскъдна. За него се споменава единствено в „Алексиадата“ на Анна Комнина, която съобщава, че Георги Куцомит придружава императора по време на кампанията му срещу печенегите от 1087 г. и че в навечерието на битката при Дръстър Алексий I Комнин поверил на Георги Куцомит императорската палатка и целия обоз и го изпратил с тях към Ветрин, така че императорът да може спокойно да атакува печенегите.
В хрониката на Никифор Вриений се разказва и за мъж, споменат само с името Куцомит, който през 1077 г. заедно със своите връстници и приятели – патрикия Вриений и Василий Куртикий, – изкачил със стълба стените на Траянополис в Тракия и намерил градската стража заспала. Не е изяснено обаче каква е връзката между Георги Куцомит от разказа на Анна Комнина и Куцомит от разказа на Никифор Вриений и дали не става въпрос за една и съща личност.